# Pterygocythereis antiquata
Pterygocythereis antiquata är en kräftdjursart. Pterygocythereis antiquata ingår i släktet Pterygocythereis och familjen Trachyleberididae. Inga underarter finns listade i Catalogue of Life.